# Anthony Harvey
Anthony Harvey, född 3 juni 1930 i London, död 23 november 2017 i Water Mill, Suffolk County, var en brittisk filmskapare.
Harvey började i filmbranschen som skådespelare i tonåren, blev under 1950-talet verksam som filmklippare och gick under 1960-talet över till att regissera. Bland annat nominerades han till en Oscar för bästa regi för Så tuktas ett lejon (1968).

## Filmografi i urval
- 1945 – Caesar och Cleopatra (roll)
- 1962 – Rum för obemärkt (klippning)
- 1962 – Lolita (klippning)
- 1964 – Dr. Strangelove eller: Hur jag slutade ängslas och lärde mig älska bomben (klippning)
- 1965 – Spionen som kom in från kylan (klippning)
- 1968 – Så tuktas ett lejon (regi)
- 1971 – Kanske en Sherlock Holmes (regi)
- 1974 – En drottning abdikerar (regi)
- 1980 – Två kvinnor (regi)